# Philoscia
Genre
Philoscia est un genre de crustacés isopodes de la famille des Philosciidae.

## Liste des espèces
Selon GBIF (20 février 2023) :
- Philoscia affinis Verhoeff, 1908
- Philoscia anienana Verhoeff, 1933
- Philoscia australis Richardson, 1914
- Philoscia briani Moreira, 1927
- Philoscia calabrica Strouhal, 1937
- Philoscia camerunica Pualian de Félice, 1940
- Philoscia canalensis Verhoeff, 1926
- Philoscia colimensis Mulaik, 1960
- Philoscia dalmatica Verhoeff, 1901
- Philoscia debilis Budde-Lund, 1893
- Philoscia demerarae Van Name, 1925
- Philoscia diminuta Budde-Lund, 1893
- Philoscia dobakholi Chopra, 1924
- Philoscia ehrenbergii Brandt, 1833
- Philoscia elephantina Paulian de Félice, 1940
- Philoscia faucium Verhoeff, 1918
- Philoscia geayi Paulian de Félice, 1944
- Philoscia geiseri Van Name, 1936
- Philoscia gracilior Paulian de Félice, 1944
- Philoscia guerrerense Mulaik, 1960
- Philoscia guerrerensis Mulaik, 1960
- Philoscia heroldi Verhoeff, 1936
- Philoscia humboldtii Verhoeff, 1926
- Philoscia incerta Arcangeli, 1932
- Philoscia incurva Budde-Lund, 1902
- Philoscia jacobsoni Searle, 1922
- Philoscia lata Paulian de Félice, 1940
- Philoscia lifuensis Stebbing, 1900
- Philoscia lodnensis Ramakrishna, 1969
- Philoscia lubricata Budde-Lund, 1895
- Philoscia mendica Budde-Lund, 1898
- Philoscia molisia Verhoeff, 1933
- Philoscia moneaguensis Van Name, 1936
- Philoscia monticola Verhoeff, 1926
- Philoscia muscorum (Scopoli, 1763)
- Philoscia nebulosa Paulian de Félice, 1940
- Philoscia novaezealandiae Filhol, 1885
- Philoscia novaezelandiae Filhol, 1885
- Philoscia paniensis Verhoeff, 1926
- Philoscia persona Jackson, 1938
- Philoscia pubescens (Dana, 1853), 1852-1853
- Philoscia sacchari David, 1967
- Philoscia sassandrai Paulian de Félice, 1940
- Philoscia seriepunctata Budde-Lund, 1893
- Philoscia simplex Verhoeff, 1951
- Philoscia squamosa Jackson, 1938
- Philoscia tenuissima Collinge, 1915
- Philoscia truncatella Budde-Lund, 1902
- Philoscia univittata Strouhal, 1937
- Philoscia veracruzana Mulaik, 1960
- Philoscia walkeri Pearse, 1915
- Philoscia weberi Dollfus, 1898

## Systématique
Le nom valide complet (avec auteur) de ce taxon est Philoscia Latreille, 1804.
Philoscia a pour synonyme :
- Pseudoniscus Costa, 1882